# Rátót
Rátót (em alemão: Neustift) é um município da Hungria, situado no condado de Vas. Tem 7,27 km² de área e sua população em 2015 foi estimada em 226 habitantes.